# Středoamerický integrační systém
Středoamerický integrační systém (španělsky Sistema de la Integración Centroamericana, zkratka SICA) je regionální mezivládní sdružení středoamerických států, které má za úkol podporovat ekonomický rozvoj, sociální stabilitu a kulturní sbližování zúčastněných států. Snaží se pozvednout středoamerické státy jako jeden celek na úroveň nezanedbatelného hráče v globalizované světové společnosti.
SICA zaštituje všechny významné regionální instituce a projekty, které se snaží o vzájemnou integraci středoamerických států. Organizace oficiálně vznikla 1. ledna 1993 jako nástupce Organizace středoamerických států.

## Zúčastněné státy
Přehled zapojených států platný k 1. listopadu 2016.
| - Členské státy - Guatemala - Belize - Salvador - Honduras - Nikaragua - Kostarika - Panama - Dominikánská republika |  | - Status regionálního pozorovatele - Chile - Mexiko - Brazílie - Argentina - Peru - Ekvádor - Uruguay - Spojené státy americké - Kolumbie |  | - Status mimoregionálního pozorovatele - Německo - Itálie - Španělsko - Tchaj-wan - Japonsko - Austrálie - Jižní Korea - Francie - Vatikán - Spojené království - Evropská unie - Maroko - Nový Zéland - Katar - Turecko - Maltézský řád - Srbsko |

## Orgány
- Středoamerický parlament Parlamento Centroamericano
- Středoamerický soudní dvůr Corte Centroamericana de Justicia
- Generální sekretariát Secretaría General
- Shromáždění prezidentů La Reunión de Presidentes
- Shromáždění premiérů La Reunión de Vicepresidentes
- Poradní výbor El Comité Consultivo
- Výkonní výbor El Comité Ejecutivo
- Rada ministrů zahraničí El Consejo de Ministros de Relaciones Exteriores